# Formuladeildin 2022
La Formuladeildin 2022 (detta anche Betri Deildin 2022 per motivi di sponsorizzazione) è stata l'80ª edizione del Campionato faroense di calcio, iniziata il 5 marzo 2022, terminata il 22 ottobre seguente. Il KÍ Klaksvík è la squadra campione in carica che si è confermata campione anche in questa stagione per la ventesima volta nella sua storia .

## Stagione

### Novità
Rispetto alla stagione precedente, sono due le novità: Skála ÍF, primo classificato in 1. deild 2021 prende il posto del retrocesso TB Tvøroyri, mentre AB Argir, terzo classificato in 1.Deild, prende il posto dell'ÍF Fuglafjørður, penultimo classificato.

### Formula
Le 10 squadre partecipanti si affrontano tre volte, per un totale di 27 giornate.

La squadra campione delle Isole Fær Øer ha il diritto a partecipare alla UEFA Champions League 2023-2024 partendo dal primo turno di qualificazione.

La vincitrice della Coppa nazionale è ammessa alla UEFA Europa Conference League 2023-2024 partendo dal primo turno di qualificazione, assieme alla squadre classificate al secondo e al terzo posto.

Le ultime due classificate retrocedono in 1. deild.

## Squadre partecipanti
| Club          | Città      | Stadio            | Stagione precedente        |
| ------------- | ---------- | ----------------- | -------------------------- |
| AB Argir      | Argir      | Skansi Arena      | 3º posto in 1. deild       |
| B36 Tórshavn  | Tórshavn   | Stadio Gundadalur | 5º posto in Formuladeildin |
| B68 Toftir    | Toftir     | Svangaskarð       | 8º posto in Formuladeildin |
| EB/Streymur   | Eiði       | Við Margáir       | 7º posto in Formuladeildin |
| HB Tórshavn   | Tórshavn   | Stadio Gundadalur | 2º posto in Formuladeildin |
| KÍ Klaksvík   | Klaksvík   | Við Djúpumýrar    | Campione faroese           |
| NSÍ Runavík   | Runavík    | Við Løkin         | 4º posto in Formuladeildin |
| Skála ÍF      | Skála      | Undir Mýruhjalla  | 1º posto in 1. deild       |
| Víkingur Gøta | Norðragøta | Serpugerði        | 3º posto in Formuladeildin |
| 07 Vestur     | Vágar      | á Dungasandi      | 6º posto in Formuladeildin |

## Classifica finale
|                    | Pos. | Squadra       | Pt | G  | V  | N | P  | GF | GS | DR  |
| ------------------ | ---- | ------------- | -- | -- | -- | - | -- | -- | -- | --- |
| Fær Øer (bandiera) | 1.   | KÍ Klaksvík   | 77 | 27 | 25 | 2 | 0  | 78 | 7  | +71 |
|                    | 2.   | Víkingur Gøta | 58 | 27 | 18 | 4 | 5  | 69 | 24 | +45 |
|                    | 3.   | HB Tórshavn   | 55 | 27 | 17 | 4 | 6  | 56 | 27 | +29 |
|                    | 4.   | B36 Tórshavn  | 38 | 27 | 11 | 5 | 11 | 48 | 29 | +19 |
|                    | 5.   | EB/Streymur   | 35 | 27 | 10 | 5 | 12 | 31 | 54 | -23 |
|                    | 6.   | B68 Toftir    | 30 | 27 | 9  | 3 | 15 | 37 | 50 | -13 |
|                    | 7.   | 07 Vestur     | 29 | 27 | 7  | 8 | 12 | 34 | 61 | -27 |
|                    | 8.   | AB Argir      | 29 | 27 | 8  | 5 | 14 | 33 | 63 | -30 |
|                    | 9.   | NSÍ Runavík   | 21 | 27 | 6  | 2 | 18 | 31 | 59 | -28 |
|                    | 10.  | Skála ÍF      | 10 | 27 | 1  | 7 | 19 | 25 | 68 | -43 |

Legenda:
      Campione delle Isole Fær Øer e ammessa alla UEFA Champions League 2023-2024
      Ammesse alla UEFA Europa Conference League 2023-2024
      Retrocesse in 1. deild 2023
Regolamento:
Tre punti a vittoria, uno a pareggio, zero a sconfitta.

## Risultati

### Partite (1-18)
|               | AB   | B36  | B68   | EBS   | HB    | KÍ    | NSÍ   | Ská   | Vík   | 07V  |
| ------------- | ---- | ---- | ----- | ----- | ----- | ----- | ----- | ----- | ----- | ---- |
| AB Argir      | –––– | 0-3  | 4-1   | 1-1   | 1-3   | 0-2   | 2-3   | 2-1   | 0-0   | 3-3  |
| B36 Tórshavn  | 1-2  | –––– | 4-1   | 5-0   | 0-1   | 0-1   | 1-1   | 5-1   | 0-3   | 3-0  |
| B68 Toftir    | 0-1  | 1-0  | ––––- | 0-1   | 1-1   | 0-5   | 0-1   | 2-2   | 0-4   | 0-1  |
| EB/Streymur   | 1-0  | 1-5  | 2-1   | ––––- | 1-4   | 0-2   | 3-4   | 1-0   | 1-2   | 3-0  |
| HB Tórshavn   | 3-0  | 1-0  | 1-2   | 2-2   | ––––- | 1-2   | 5-1   | 3-0   | 2-1   | 2-2  |
| KÍ Klaksvík   | 6-1  | 1-0  | 2-0   | 3-0   | 2-0   | ––––- | 4-2   | 8-0   | 1-0   | 3-0  |
| NSÍ Runavík   | 1-4  | 0-2  | 0-2   | 0-1   | 0-2   | 0-4   | ––––- | 2-1   | 1-3   | 0-1  |
| Skála ÍF      | 5-0  | 1-1  | 1-2   | 0-0   | 2-3   | 0-3   | 1-4   | ––––- | 1-3   | 0-0  |
| Víkingur Gøta | 4-1  | 2-1  | 2-1   | 1-2   | 4-2   | 0-0   | 3-1   | 4-2   | ––––- | 6-1  |
| 07 Vestur     | 1-3  | 0-1  | 2-6   | 5-4   | 0-4   | 0-6   | 3-2   | 2-0   | 2-3   | –––– |

### Partite (19-27)
|               | AB   | B36  | B68   | EBS   | HB    | KÍ    | NSÍ   | Ská   | Vík   | 07V  |
| ------------- | ---- | ---- | ----- | ----- | ----- | ----- | ----- | ----- | ----- | ---- |
| AB Argir      | –––– | 0-5  | 0-3   | -     | 2-1   | -     | 1-2   | 2-0   | -     | -    |
| B36 Tórshavn  | -    | –––– | 0-3   | -     | 0-3   | -     | -     | 5-0   | 0-0   | -    |
| B68 Toftir    | -    | -    | ––––- | 1-1   | 0-1   | -     | -     | 7-2   | 0-6   | -    |
| EB/Streymur   | 1-1  | 3-2  | -     | ––––- | -     | 0-6   | 1-0   | -     | -     | 0-3  |
| HB Tórshavn   | -    | -    | -     | 2-0   | ––––- | -     | 3-1   | -     | 2-1   | 3-0  |
| KÍ Klaksvík   | 4-1  | 1-1  | 3-0   | -     | 1-0   | ––––- | -     | -     | -     | 2-0  |
| NSÍ Runavík   | -    | 1-2  | 2-3   | -     | -     | 0-3   | ––––- | -     | -     | 1-1  |
| Skála ÍF      | -    | -    | -     | 0-1   | 1-1   | 0-1   | 1-1   | ––––- | -     | 0-1  |
| Víkingur Gøta | 7-0  | -    | -     | 4-0   | -     | 1-2   | 2-1   | 2-0   | ––––- | -    |
| 07 Vestur     | 1-1  | 1-1  | -     | -     | 2-6   | -     | -     | -     | 1-1   | –––– |

## Statistiche

### Squadre

#### Capoliste solitarie
|    | —— | —— | ——          | —— | —— | —— | —— | —— | ——  | ——  | ——  | ——  | ——  | ——  | ——  | ——  | ——  | ——  | ——  | ——  | ——  | ——  | ——  | ——  | ——  | ——  | ——  | —— |  |
|    |    |    | KÍ Klaksvík |    |    |    |    |    |     |     |     |     |     |     |     |     |     |     |     |     |     |     |     |     |     |     |     |    |  |
|    |    |    |             |    |    |    |    |    |     |     |     |     |     |     |     |     |     |     |     |     |     |     |     |     |     |     |     |    |  |
|    |    |    |             |    |    |    |    |    |     |     |     |     |     |     |     |     |     |     |     |     |     |     |     |     |     |     |     |    |  |
| 1ª | 2ª | 3ª | 4ª          | 5ª | 6ª | 7ª | 8ª | 9ª | 10ª | 11ª | 12ª | 13ª | 14ª | 15ª | 16ª | 17ª | 18ª | 19ª | 20ª | 21ª | 22ª | 23ª | 24ª | 25ª | 26ª | 27ª | 28ª |    |  |

#### Primati stagionali
Squadre
- Maggior numero di vittorie: KÍ Klaksvik (25)
- Maggior numero di pareggi: EB/Streymur (12)
- Maggior numero di sconfitte: Skála IF (19)
- Minor numero di vittorie: Skála IF (1)
- Minor numero di pareggi: KÍ Klaksvík, NSÍ Runavík (2)
- Minor numero di sconfitte: KÍ Klaksvik (0)
- Miglior attacco: KÍ Klaksvík (78 gol fatti)
- Peggior attacco: Skála ÍF (25 gol fatti)
- Miglior difesa: KÍ Klaksvik (7 gol subiti)
- Peggior difesa: Skála ÍF (69 gol subiti)
- Miglior differenza reti: KÍ Klaksvik (+71)
- Peggior differenza reti: Skála ÍF (-43)
- Miglior serie positiva: KÍ Klaksvik (27, 1ª-27ª giornata)
- Peggior serie negativa: B68 Toftir (8, 5ª-12ª giornata)

Partite
- Partita con più gol: 07 Vestur-EB/Streymur 5-4 (9, 15ª giornata); B68 Toftir-Skála IF 7-2 (9, 27ª giornata)
- Maggior scarto di gol: Víkingur Gota-AB Argir 7-0 (7, 12ª giornata)
- Partita casalinga con più gol: Víkingur Gota-AB Argir 7-0 (7, 12ª giornata)
- Partita in trasferta con più gol: B68 Toftir-Víkingur Gota 0-6 (6, 10ª giornata); 07 Vestur-KÌ Klaksvik 0-6 (6, 10ª giornata); EB/Streymur-KÌ Klaksvik 0-6 (6, 26ª giornata)

### Classifica marcatori
| Gol |  |  | Giocatore            | Squadra       |
| --- |  |  | -------------------- | ------------- |
| 20  |  |  | Sølvi Vatnhamar      | Víkingur Gøta |
| 18  |  |  | Páll Klettskarð      | KÍ Klaksvík   |
| 17  |  |  | Jóannes Bjartalíð    | KÍ Klaksvík   |
| 13  |  |  | Stefan Radosavljević | HB Tórshavn   |
| 12  |  |  | Mads Borchers        | 07 Vestur     |

(fonte: fsf.fo)